# Christoph Harbsmeier
Christoph Harbsmeier (He Moye 何莫雅; geb. 16. April 1946 in Göttingen, Deutschland) ist ein deutscher Sinologe, der der Universität Oslo verbunden ist.

## Biografie
Von 1966 bis 1973 studierte Harbsmeier Chinesisch am Merton College an der Universität Oxford. 1981 promovierte er an der Universität Kopenhagen mit einer Arbeit über das Klassische Chinesisch ab: Aspects of Classical Chinese Syntax. 1973 bis 1976 unterrichtete er an der Universität Penang in Malaysia. 1980 trat er eine Stelle an der Universität Oslo an und erlangte 1985 eine Professur. 
Lehr- und Forschungsaufenthalte führten ihn an die National University of Singapore, an das Institut für Höhere Studien in Berlin, die Universität Hongkong, die École des hautes études en sciences sociales (EHESS) in Paris, die Universität Heidelberg, die Universität Princeton, die Fudan-Universität in Shanghai, die Pädagogische Hochschule Shanghai, die Universität Peking, die Zhejiang-Universität in Hangzhou, die Universität Leuven, das Centre national de la recherche scientifique (CNRS) in Paris, das Collegium Budapest, die Universität Chicago, die Universität Washington in Seattle, die Pädagogische Hochschule Ostchinas in Shanghai, die Karlsuniversität in Prag, das Max-Planck-Institut für Wissenschaftsgeschichte in Berlin, die Universität Wuhan, die Universität Kalifornien in Berkeley, die Universität Michigan, das Swedish Collegium for Advanced Study in Uppsala und die Chinesische Universität Hongkong, 
2005 wurde Harbsmeier mit dem Forschungspreis der Universität Oslo ausgezeichnet; 2008 erhielt er den Fridtjof-Nansen-Preis für hervorragende Forschung. Er ist Mitherausgeber der Cahiers de Linguistique Asie Orientale (Paris).

## Werke
- Aspects of Classical Chinese Syntax, Curzon Press, London 1981, ISBN 0700701397
- Language and Logic in Traditional China, The University of Michigan Press, 1983, ISBN  0472100203
- Social Realism with a Buddhist Face: The Cartoonist Feng Zikai, Instituttet for sammenlignende kulturforskning, Oslo, 1985, ISBN  8200066509 (Two Chinese translations of this have been published, one in 2001 and the other in 2004, second edition 2005)
- Konfuzius und der Räuber Zhi, Suhrkamp, Frankfurt 1978, ISBN 3-458-31978-6

Editing.
- Irrefutable Conjectures. In: Monumenta Serica 64.2 (Dezember 2016) S. 445–504. (Wichtiger Beitrag zur Rekonstruktion des Altchinesischen.)

| Personendaten    | Personendaten          |
| ---------------- | ---------------------- |
| NAME             | Harbsmeier, Christoph  |
| KURZBESCHREIBUNG | deutscher Sinologe     |
| GEBURTSDATUM     | 16. April 1946         |
| GEBURTSORT       | Göttingen, Deutschland |